# Quella carezza della sera (album)
Quella carezza della sera è il settimo album antologico del gruppo musicale italiano dei New Trolls, pubblicato nel 1989.

## Tracce
1. Quella carezza della sera
2. Musica insieme
3. Immaginare
4. Domenica di Napoli
5. Fuoco
6. Aldebaran
7. Lei se vuoi
8. Che idea
9. Accendi la tua luce
10. Suite disco